# 타이 (고양이)
타이(태국어: วิเชียรมาศ,  [wí.tɕʰīan.mâːt] ( 듣기)) 또는 위첸마트(Wichien Maat) 오래된 고양이 품종으로 서양의 현대식 시암고양이와 관련이 있지만 차이가 있다. 이 자연 품종은 전통적인 타이 고양이의 후손이며 구식 샴, 전통 샴, 클래식 샴이라고도 불린다. 다른 별명으로는 위첸마트 (태국어 이름에서 영어화) 그리고 1950년대에 생겨난 별명 애플헤드 (원래는 현대적인 스타일의 더 극단적인 기능을 갖춘 샴의 사육자들이 사용하는 경멸적인 표현이다) 가 있다. 
현대의 샴과 비교했을 때, 전통적인 타이 품종은 훨씬 더 짙고 그라데이션이 매끈한 외관을 가지고 있다.

## 역사

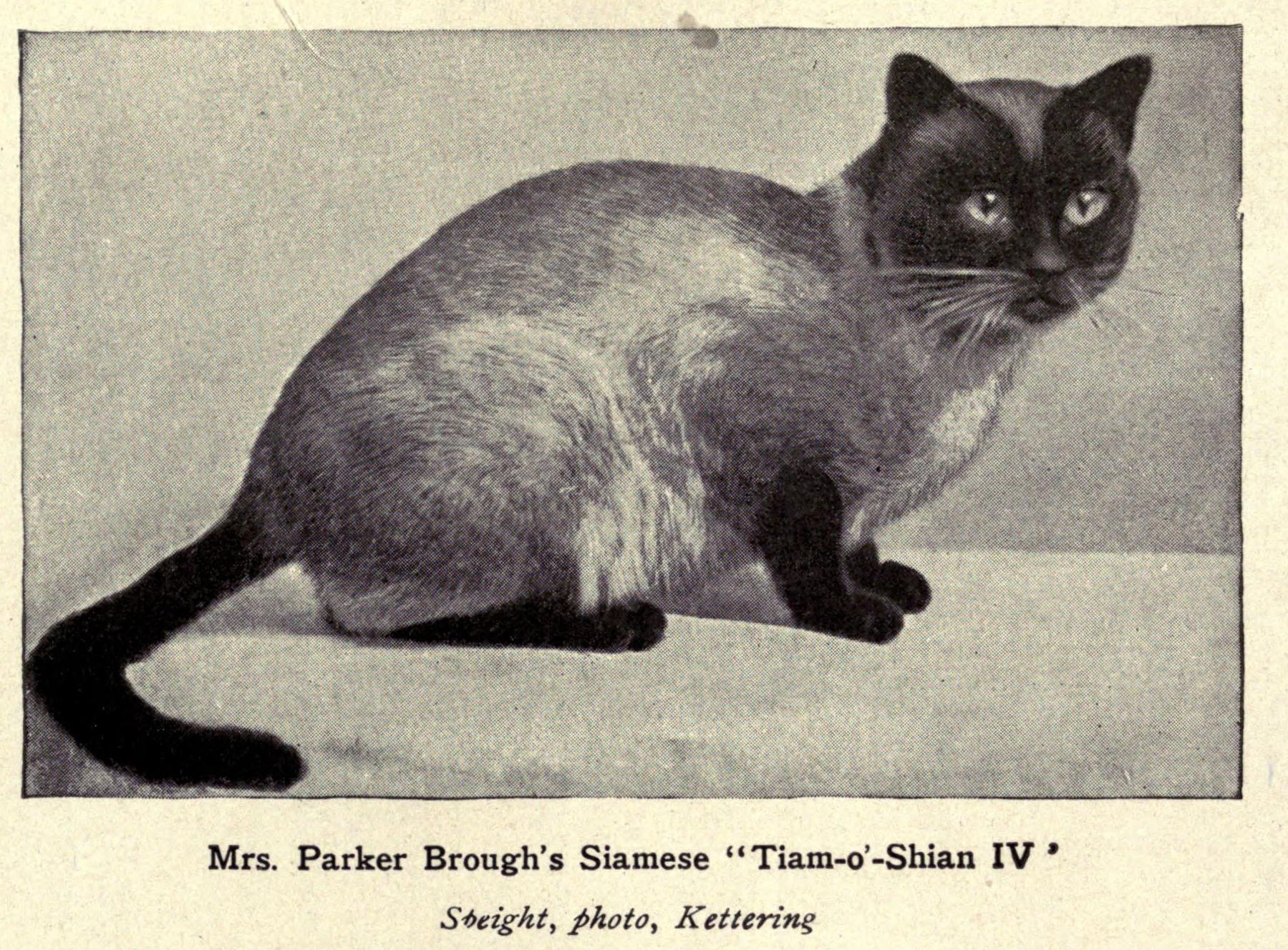
1900년대 초의 샴

19세기와 20세기 초에 이 고양이들은 시암에서 서양으로 수입되었다. 타이는 서부 샴과 공통된 조상을 가지고 있지만, 제2차 세계 대전 이후부터 별도의 번식이 시작되면서 두 개의 뚜렷한 품종이 개발되었고, 서부에서 지배적인 샴의 변종이 되었다. 1980년대부터 북미와 유럽의 다양한 품종 댠체들이 등장하여 20세기 초반의 샴의 형태를 보존하고 태국에서 여전히 발견된다. 1990년 세계고양이연맹(WCF)은 타이라는 별도의 품종으로 인정했다.
영국과 북아메리카에서 고양이들은 샴으로 계속 등록되었다. 1999년, 북아메리카에서 독립 단체인 PREOSSIA는 등록된 샴의 독창적인 유형을 지칭하기 위해 올드 스타일 샴이라는 이름을 만들었다. 2000년 영국에서 OSSC는 원래 클래식 샴 클럽이라고 불렀으나 미국의 누군가가 그 이름에 대한 저작권을 가지고 있다고 주장하면서 이름을 바꾸었다.
2007년부터 PREOSSIA의 회원들은 국제 고양이 협회(TICA)에서 새로운 품종 적용 과정을 시작했다. 다른 등록 규칙과 다른 품종 표준을 사용하여 올드 스타일 샴이 사육되도록 하기 위해 샴과 별도의 품종 지위를 요청할 필요가 있었다. 그러나 TICA는 "새로운" 품종에 대해 "올드 스타일 샴"이라는 이름을 허용하는 것을 거부했고, 사육자들은 유럽인들의 예를 따라 타이라는 이름을 사용하기로 결정했다. 2010년 1월, 타이는 TICA에서 챔피언십 지위를 부여받았고, 다른 혈통 고양이 품종들과 함께 최고의 영예를 놓고 경쟁할 수 있게 되었다. 이 시기까지 타이는 WCF에 의해 20년 동안 인정받았지만, 유럽의 한 주요 등록소는 여전히 이 품종을 인정하지 않았다. 마침내, 2015년, 국제 국제 연맹(FIFe)는 타이를 받아들였다.
이보다 훨씬 오래된 형태의 샴은 히말라야, 오시캣, 그리고 아바나 브라운과 같은 다양한 새로운 20세기 품종의 시초가 되었다. 20세기 말경, 현대의 샴은 코니시 렉스와 피터볼드의 경우와 같이 이런 목적으로 더 자주 사용되었다.

## 설명

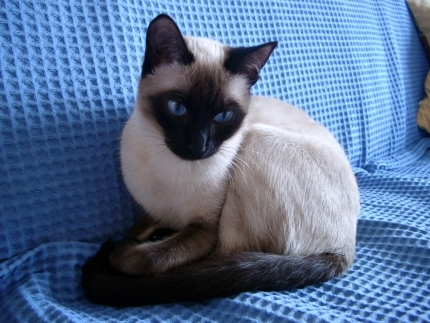
타이 고양이

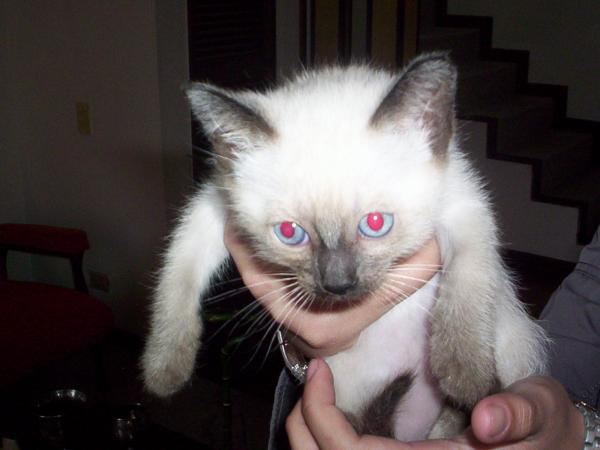
전통적인 새끼 샴

품종으로서 타이와 현대 샴은 공통의 조상을 가지고 있으며, 점착색 유전자와 20세기 초 수입된 서양에서 유명해진 외향적이고, 사람을 사랑하는 성격을 가지고 있다. 몸과 머리의 형태를 의미하는 "외형"에서만 차이가 난다.
타이는 다소이질적인 체형을 갖는다. 서양의 일반적인 집고양이보다 더 길지만 현대의 샴이나 오리엔탈보다 눈에 띄게 덜 길다. 파란 눈, 어두운 다리, 창백한 몸이 특징적이다. 털은 짧고 납작하며, 긴 털 유전자는 가지고 있지 않으며, 보통 19세기 후반 시암으로 거슬러 올라가는 등록된 혈통을 가지고 있으며, 서양 국내의 단모 조상은 없다. TICA에서는 태국에서 원산지를 증명하는 수입 서류를 가진 미등록 고양이도 타이로 등록이 허용된다.  WCF와 FIFe에서는 태국에서 태어난 자연산 무등록 고양이는 타이로 등록할 수 없다. 샴으로 지정하는 것도 금지되어 있다. 그러나 타이 품종이 WCF에 처음 들어왔을 때, 등록되지 않은 유럽 고양이들이 타이로 등록되고 다른 서양 품종으로의 변경이 허용되는 임시 기간이 있었다.
타이의 정의는 국가별로 조금씩 다르지만, 모두 초기 서부 샴의 특성을 보존하는 품종으로 정의한다. TICA는 태국의 토착종을 보존하고 있으며, 최초의 서양 샴고양이도 보존하고 있다. 타이 육종업자들의 목표는 항상 옛 모습을 보존하고 건강한 미래를 위해 풍부한 유전적 다양성을 제공하며 옛 형태의 샴의 진정성과 개성을 보장하는 것이다.

## 배경

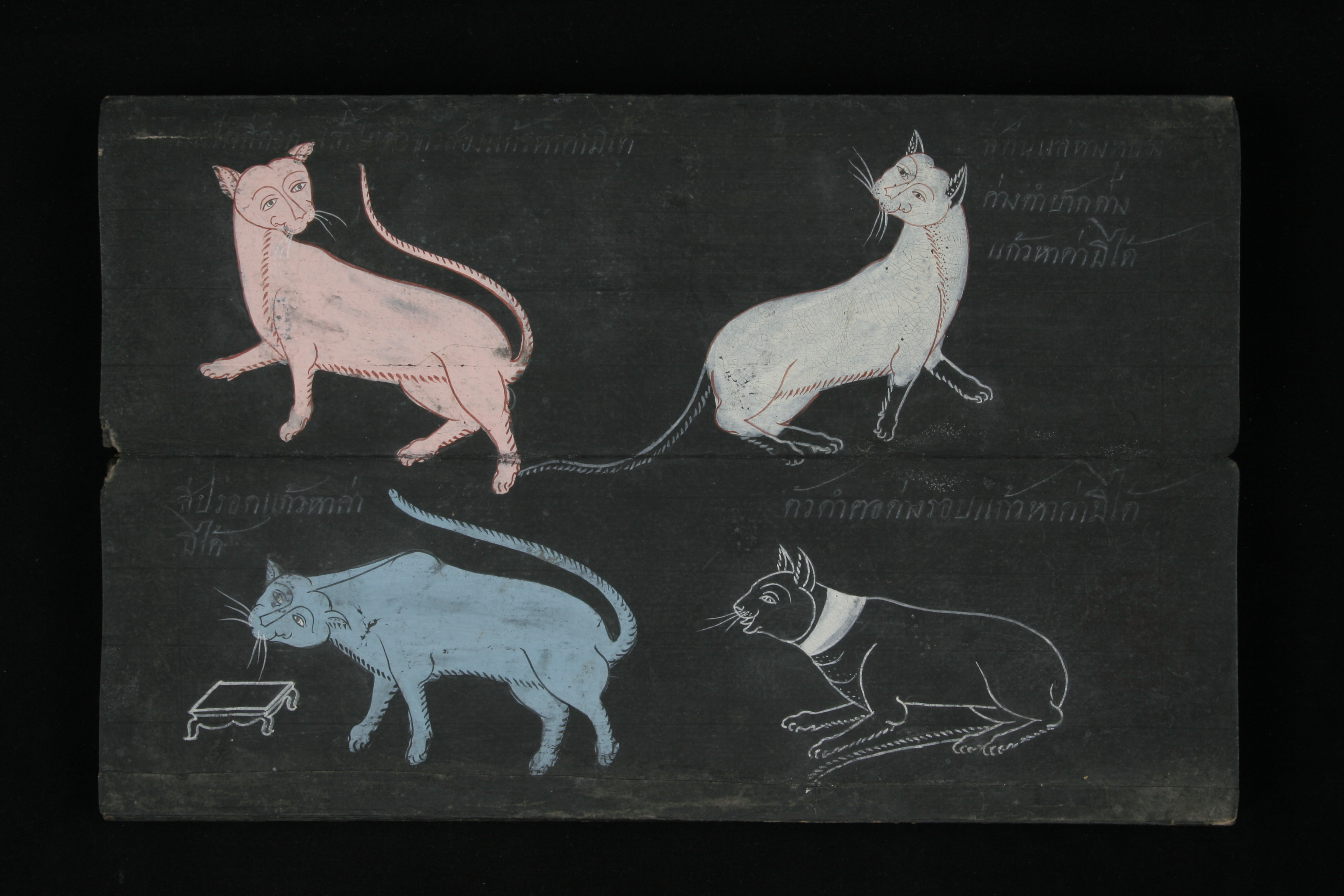
수팔락 고양이, 위첸마트 고양이, 코랏 고양이, 닌라차크 고양이는 탐라모우에 나오는 고양이로 아유타야 왕국 (1351 - 1767)에서 기원한 것으로 생각된다. 현재 태국 국립도서관에 보관되어 있다.

태국에서, 이 우아한 고양이의 조상은 '달 다이아몬드'를 의미하는 "위첸마트"로 알려져 있다. 위첸마트는 다른 고양이들과 함께 수세기 전 "탐라모우"에 이름이 붙여지고 묘사되며 삽화가 그려졌다.  수년 동안, 위첸마트는 기존대로 번식하였고, 오늘날에도 여전히 인기 있는 고양이로 남아 있어 태국에서 볼 수 있다.
1800년대 후반부터, 위첸마트는 영국의 고양이 사육업자들에 의해 서양으로 처음 수입되었고, 고양이들은 시암라는 나라의 이름을 따서 "시암"으로 알려지게 되었다. 고양이 애호가들은 코비, 토종 품종, 긴 털과는 매우 다른 우아하고 "마른 얼굴" 고양이들에게 깊은 인상을 받았다. 서양의 사육자들은 고양이들을 좀 더 차별화를 원했고, 선택적 교배를 통해 그들은 점점 더 각지고, 뼈가 더 가는 샴 종류를 개발했다. 이 현대적인 샴은 20세기 후반까지 쇼 홀을 지배했다. 새로운 외관이 널리 퍼지면서, 영국, 유럽, 그리고 북아메리카의 일부 사육자들은 그 유행을 무시하고 대신 오래된 형태의 샴의 외관을 보존하기로 결정했다. 이 사육자들은 다양한 다른 등록지에서 일하는 경향이 있지만, 그들은 오랫동안 서로 사육장을 교환해 왔고, 여전히 그러하다. 어떤 사람들은 그들의 고양이를 올드 스타일 샴이라고 부르는 반면, 다른 이들은 타이라고 부른다.

## 같이 보기
- 버만 고양이
- 샴고양이
- 코랏